# Docklands
Docklands ist der halboffizielle Name eines Stadtteils im Osten von London. Er besteht aus Teilen der Stadtbezirke Southwark, Tower Hamlets, Newham, Lewisham und Greenwich. Die namensgebenden Docks waren früher Teil des Hafens von London, einst der größte Hafen der Welt. Die Schifffahrt wurde aufgegeben und das brachliegende Gelände für Wohn- und Geschäftszwecke umgewandelt. Es entstanden große Bürogebäudekomplexe wie Canary Wharf.

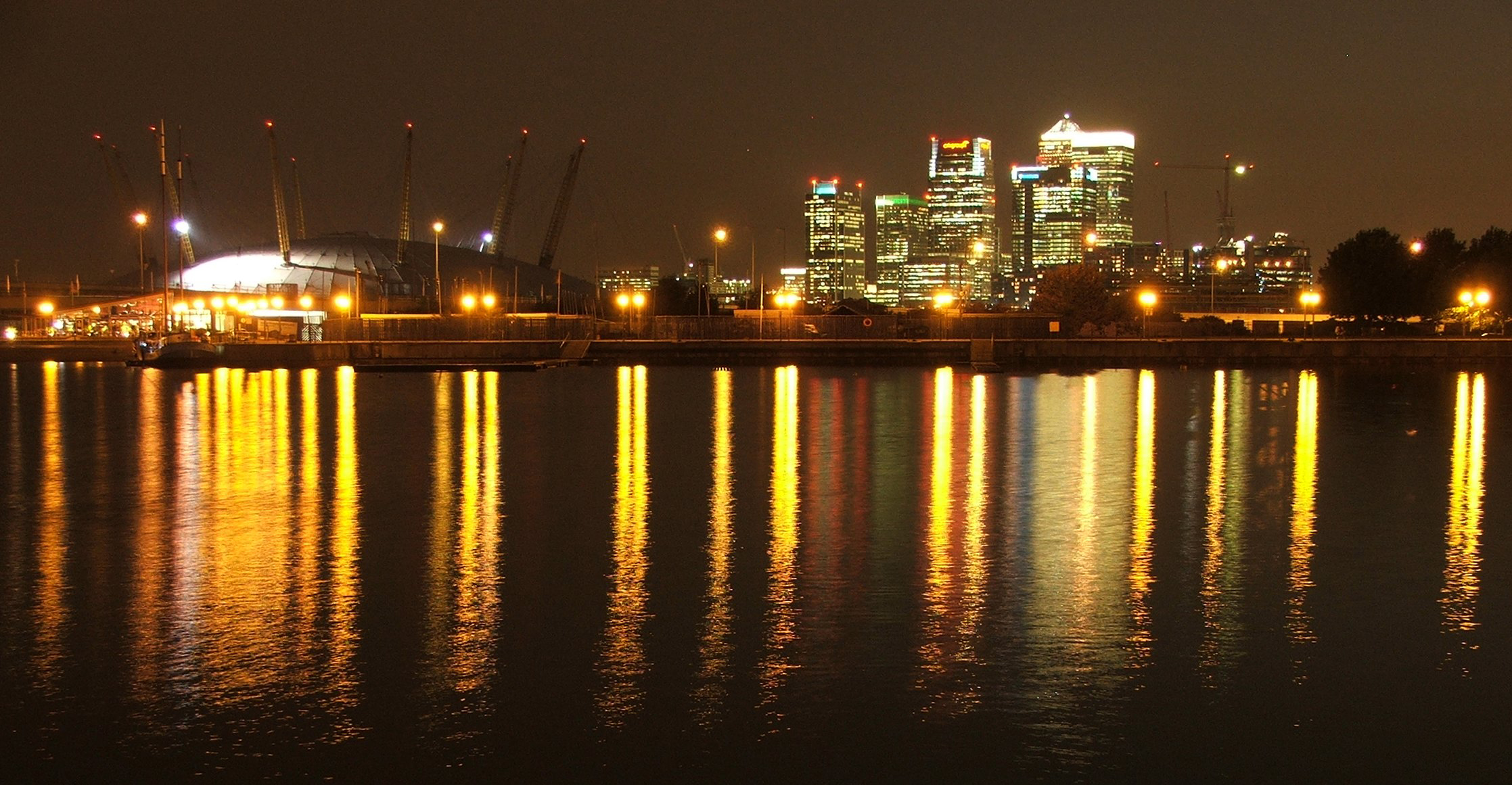
Millennium Dome (heute O2-Arena) und Canary Wharf bei Nacht

## Gebiete der Docklands
Die Docklands bestehen aus einer Reihe von ehemaligen Dock- und Schiffswerft-Komplexen entlang der Themse. Von West nach Ost sind dies:
- St Katharine Docks (Wapping)
- London Docks (Wapping)
- Limehouse Basin (Limehouse)
- Surrey Commercial Docks (heute Surrey Quays, Rotherhithe)
- West India Docks und Millwall Dock (Isle of Dogs)
- East India Docks (Canning Town)
- Royal Docks (Royal Victoria Dock, Royal Albert Dock, King George V Dock)

Ein weiteres Dockgelände befindet sich weiter flussabwärts in Tilbury, wird jedoch nicht zu den Docklands gezählt.

## Geschichte

### Entwicklung der Docks

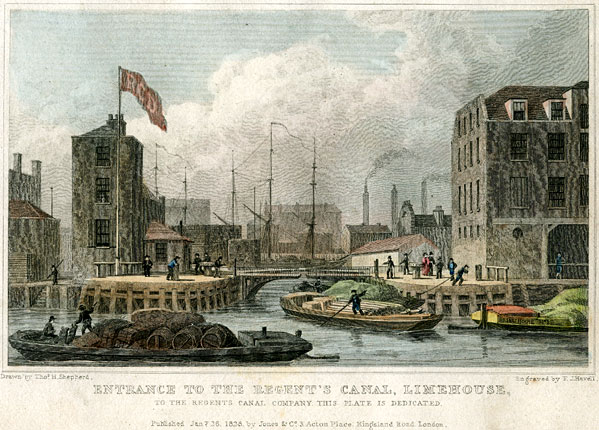
Regent’s Canal Dock im Jahre 1828

Zur Zeit der Römer sowie im Mittelalter legten die Schiffe an kleinen Docks an, entweder in der City of London oder in Southwark; eine Gegend, die als Pool of London bezeichnet wird. Das größte Problem war, dass es keinen Schutz vor Naturgewalten und Dieben gab. Dazu kam, dass enormer Platzmangel an der Kaiseite herrschte. Deshalb wurde 1696 erstmals weiter flussabwärts ein Dock gebaut. Das Howland Great Dock (später Greenland Dock) in Rotherhithe bildete das Kernstück der späteren Surrey Commercial Docks. Dieser neue Hafen bot nun großen, sicheren und geschützten Platz für 120 Schiffe. Er war sofort ein großer kommerzieller Erfolg und bildete die Vorlage für spätere Erweiterungen.
Unter der Herrschaft der Könige Georg III. und Georg IV. entstanden die West India Docks (1802), die East India Docks (1805), die Surrey Docks (1807), die St Katharine Docks (1828) und eine Erweiterung der West India Docks (1829). Unter der Herrschaft von Königin Victoria expandierte das Hafengebiet noch weiter nach Osten: Royal Victoria Dock (1855), Millwall Dock (1868), Royal Albert Dock (1880). Als letzte Erweiterung kam 1921 der King George V Dock hinzu.

### Docks und Dockarbeiter

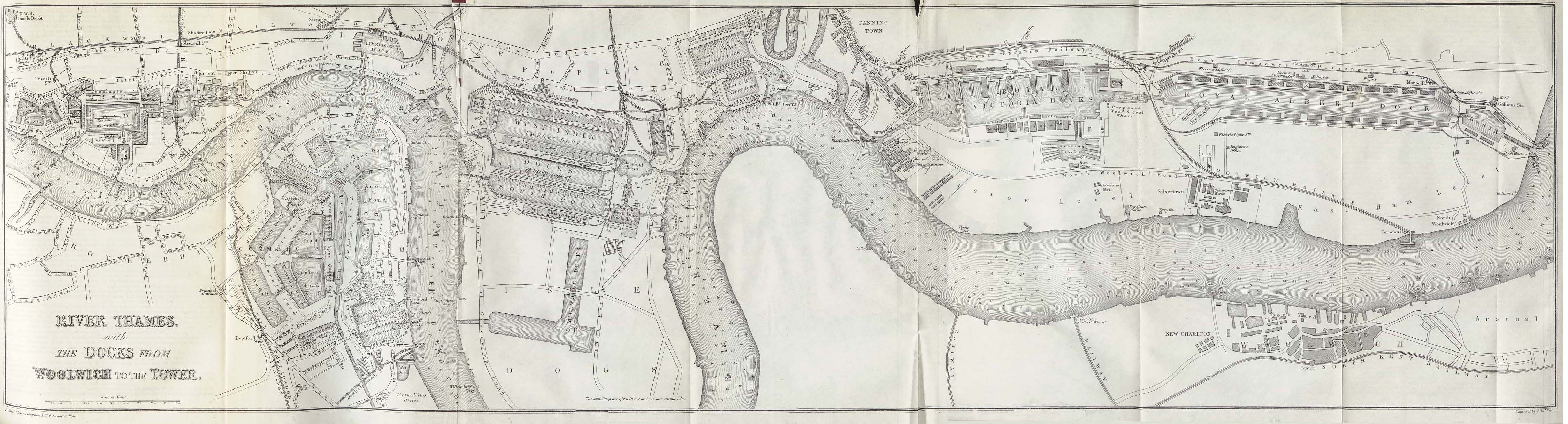
Karte der Docklands (1882)

Es gab drei verschiedene Arten von Docks. In den Nassdocks ankerten die Schiffe und wurden be- und entladen. In bedeutend kleineren Trockendocks wurden einzelne Schiffe repariert. Schiffe wurden in Werften am Flussufer gebaut. Die Docks waren von unzähligen Lagerhäusern, Piers und Anlegestellen umgeben. Mit der Zeit spezialisierten sich einzelne Docks auf bestimmte Waren: In den Surrey Docks wurde z. B. Holz umgeschlagen, in Millwall Getreide, in St Katharine Docks Wolle, Zucker und Kautschuk.
Für die Docks wurde eine riesige Anzahl von Arbeitern benötigt. Einige waren hoch spezialisiert, die meisten jedoch hatten nicht einmal eine Schulbildung. Sie mussten sich jeden Morgen an bestimmten Orten einfinden (meistens Pubs), wo Vorarbeiter sie mehr oder weniger nach dem Zufallsprinzip auswählten. Es war für diese Arbeiter jeden Tag eine Lotterie, ob sie überhaupt arbeiten und Geld verdienen konnten. Diese Art der Beschäftigung hielt sich bis 1965, auch wenn sie 1947 per Gesetz in einigermaßen geregelte Bahnen gelenkt wurde.
Der Großteil der Docklands entstand in sumpfigem und dünn besiedeltem Gelände, das für die Landwirtschaft ungeeignet war. Die Dockarbeiter bildeten zahlreiche eng verflochtene lokale Gemeinschaften; jede hatte ihre eigenständige Kultur und einen eigenen Slang. Diese Gemeinschaften lebten weit abseits des Stadtzentrums und tendierten dazu, sich zu isolieren. Der Lokalpatriotismus war so weit entwickelt, dass zum Beispiel 1920 die Bewohner der Isle of Dogs die beiden einzigen Ausfallstraßen blockierten und sich für unabhängig erklärten.

### Die Docks im 20. Jahrhundert
Die Docks waren ursprünglich von einer Anzahl konkurrierender Privatunternehmen gebaut und betrieben worden. 1909 wurde die Hafenbehörde Port of London Authority (PLA) eingerichtet. Sie übernahm die Privatunternehmen, um den Hafenbetrieb effizienter zu gestalten und die Beziehung zu den „Dockers“ zu verbessern. Die PLA errichtete 1921 das letzte Dock, die King George V.
Die Bombardierungen durch die deutsche Luftwaffe im Zweiten Weltkrieg verursachten riesige Schäden. Viele Docks waren nach Kriegsende nicht passierbar. Dennoch erlebten die Docklands in den 1950er Jahren eine Phase des zunehmenden Wohlstands. Das Ende kam plötzlich, zwischen 1960 und 1970, als Containerschiffe in großem Stil eingeführt wurden. Die Londoner Docks waren auf einmal viel zu klein, um die größer gewordenen Schiffe überhaupt abfertigen zu können. Die gesamte Hafenindustrie zog weiter flussabwärts zu den Hochseehäfen in Tilbury und Felixstowe. Zwischen 1960 und 1980 wurden sämtliche Docks in London geschlossen. Die Arbeitslosenquote war hoch, die Gegend verarmte, die Gebäude verfielen.

### Ein neuer Stadtteil entsteht

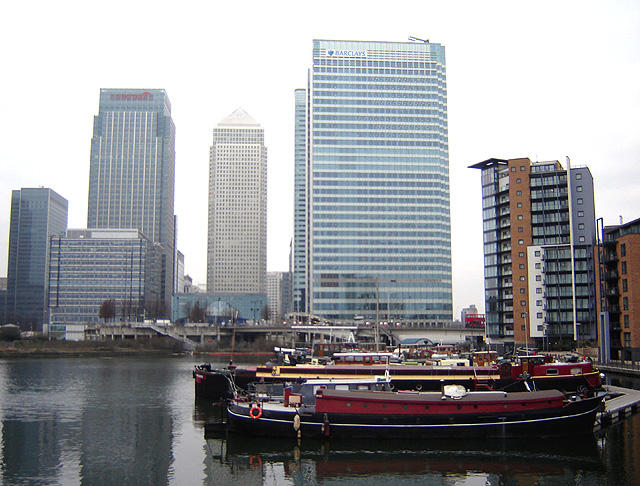
Canary Wharf

Ideen, die Docks für neue Zwecke umzunutzen, gab es jeweils fast sofort nach deren Schließung. Es dauerte jedoch rund zwei Jahrzehnte, bis die ersten Maßnahmen in die Tat umgesetzt wurden. Die Situation wurde durch die große Anzahl an Landbesitzern verkompliziert, die alle ihre eigenen Interessen durchsetzen wollten. Dazu gehörten neben der PLA auch der Greater London Council, Gaswerke, fünf London Boroughs (Stadtbezirke), British Rail und die damalige staatliche Elektrizitätsgesellschaft CEGB.
Um dieses Problem zu lösen, bildete Umweltminister Michael Heseltine im Jahr 1981 die London Docklands Development Corporation (LDDC). Diese staatlich finanzierte, aber weitgehend autonom agierende Körperschaft übernahm die Rolle als zentrale Planungsinstanz und stimulierte den lokalen Immobilienmarkt durch gezielte Grundstückskäufe und -verkäufe. Eine weitere wichtige Maßnahme war 1982 die Schaffung einer Enterprise Zone auf der Isle of Dogs, wo Unternehmen von der Grundstückssteuer befreit waren und von vereinfachten Bewilligungsverfahren profitierten. Dies machte Investitionen in den Docklands äußerst attraktiv und war der Auslöser eines Immobilienbooms.
Die LDDC war umstritten, da sie nicht auf die Bedürfnisse der Bevölkerung einging. Man warf ihr vor, sie konzentriere sich ausschließlich auf elitäre Stadtentwicklungsprojekte, anstatt sich auch um bezahlbaren Wohnraum zu kümmern. Dennoch wäre die Umwandlung ohne die LDDC nie so schnell vorangeschritten. Sie wurde 1998 aufgelöst, als die Stadtbezirke wieder die volle Kontrolle über ihr eigenes Gebiet erhielten.
Unter der Führung der LDDC wurden in den 1980er und 1990er Jahren weite Gebiete der Docklands in Wohn- und Geschäftszonen umgewandelt. Das Kernstück des Umwandlungsprozesses war ohne Zweifel die Canary Wharf, wo die drei höchsten Gebäude Großbritanniens errichtet wurden und sich die internationale Finanzindustrie ansiedelte. Das kanadische Unternehmen Olympia and York, das den Gebäudekomplex baute, ging 1992 bankrott, als die Immobilienpreise abrupt sanken und sich große Teile der neuen Geschäftsbauten als zunächst unvermietbar erwiesen.
Die Docklands waren zunächst sehr schlecht durch öffentliche Verkehrsmittel erschlossen. Dies wurde teilweise durch den Bau einer fahrerlosen Hochbahn wettgemacht; der erste Abschnitt der Docklands Light Railway ging 1987 in Betrieb. Im selben Jahr wurde auf dem Gelände der Royal Docks der Flughafen London City eröffnet. Als entscheidend für den kommerziellen und urbanistischen Durchbruch von Canary Wharf erwiesen sich die stark verbesserte Immobilienkonjunktur der ausgehenden 1990er Jahre und der 1999 erfolgte direkte Anschluss der Docklands an das Netz der London Underground, als die Jubilee Line nach Osten verlängert wurde. Es gelang Paul Reichmann, der Führungspersönlichkeit von Olympia and York auch wieder, im Rahmen eines neuen Konsortiums entscheidenden Einfluss auf das nun boomende Canary Wharf zu gewinnen.

## Die Docklands heute

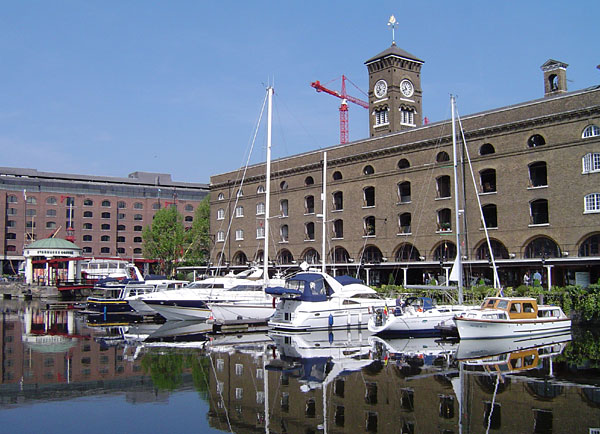
St Katharine Docks im Juni 2004

Die Einwohnerzahl hat sich in den zwanzig Jahren nach Beginn der Neuerschließung mehr als verdoppelt. Die Docklands haben sich zu einem Geschäftszentrum und zu einer exklusiven Wohnlage entwickelt. Nicht alle alten Lagerhäuser und Werften wurden abgerissen, sondern wurden in Appartementhäuser und Einkaufszentren umgewandelt. Die ehemaligen Docks werden als Yachthäfen oder Wassersportzentren verwendet.
Die Umwandlung der Docklands hatte nicht nur positive Aspekte. Der steile Anstieg der Preise während des Immobilienbooms führte zu Spannungen zwischen den Neuankömmlingen und der alteingesessenen Dockarbeiter-Bevölkerung, die sich immer mehr an den Rand gedrängt fühlt. An vielen Orten ist ein scharfer Kontrast zu beobachten, teure Luxus-Appartements stehen gleich neben heruntergekommenen Sozialwohnungen.

## Weitere Entwicklung

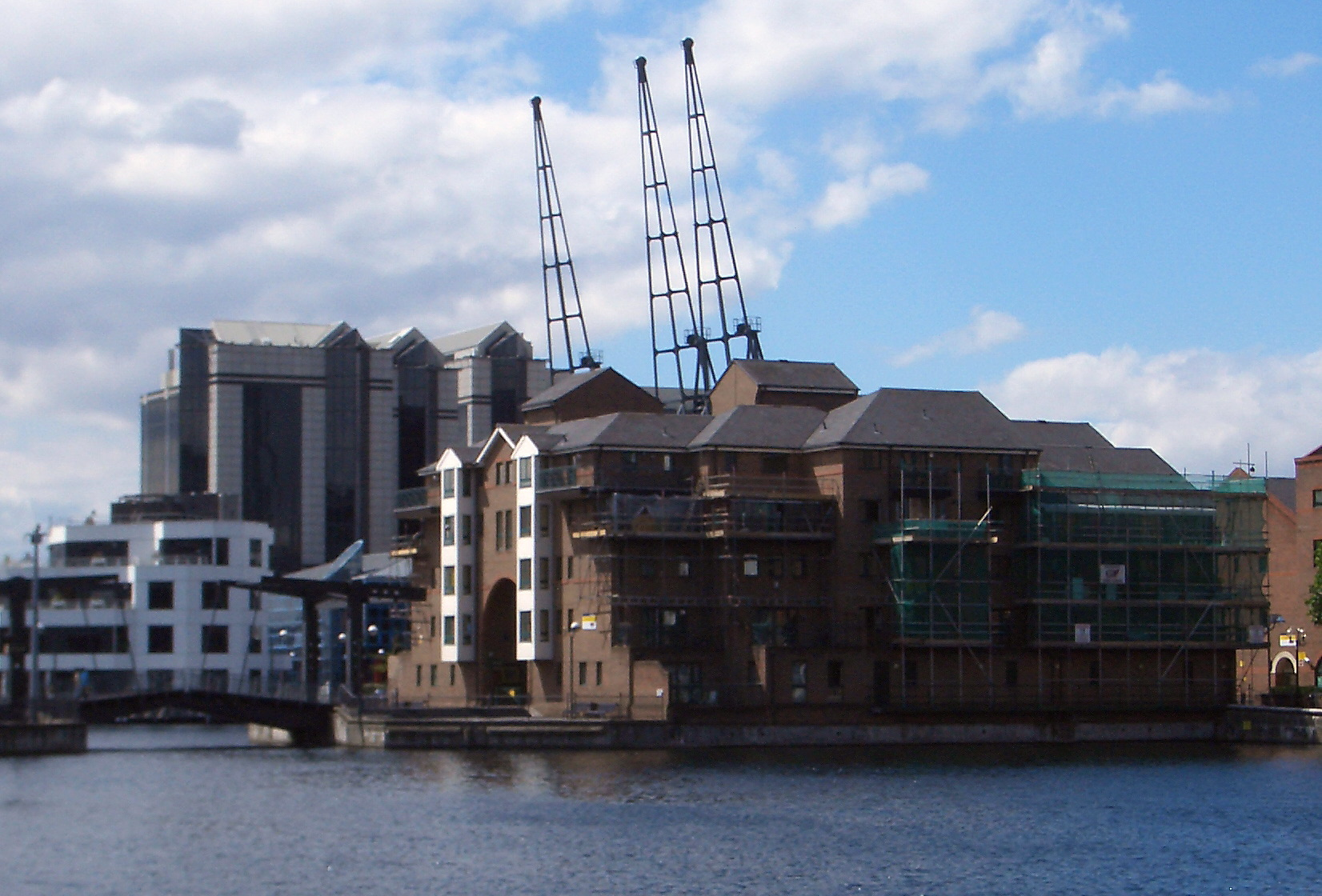
Getreidespeicher von 1905

Der anhaltende Erfolg der Neuentwicklung der Docklands zog eine Reihe von Infrastrukturprojekten nach sich:
- Verlängerungen der Docklands Light Railway, u. a. nach Woolwich und Dagenham
- Bau einer neuen S-Bahn-ähnlichen Eisenbahnstrecke (Crossrail)
- Weitere Bauten bei Canada Water
- Umwandlung des Blackwall Basin und von Wood Wharf, westlich von Canary Wharf
- Weitere Umnutzungen in den Royal Docks, wie z. B. das Projekt Silvertown Quays
- 1988 fand dort die Kunstausstellung Freeze statt.